# Bullford
Bullford är ett smeknamn på de amerikanska modellerna av Ford som tillverkades mellan 1941 och 1948, främst då årsmodellerna 1946, 1947 och 1948, då det på grund av andra världskriget inte fanns så många Fordar från 1941 eller 1942 i Sverige (1943-45 var civil bilproduktion förbjuden i USA). Namnet kommer sig av de mycket bulliga karossformerna.